# Ursula Marvin
Ursula Bailey Marvin (Bradford, 20 de agosto de 1921-Concord, 12 de febrero de 2018) fue una geóloga planetaria y autora estadounidense que trabajó para el Observatorio Astrofísico Smithsoniano.
En 1997, ganó el Lifetime Achievement Award de Women in Science and Engineering. En 1986, la Sociedad Geológica de Estados Unidos le otorgó el Premio de Historia de la Geología. También ganó la Medalla Sue Tyler Friedman en 2005, y el pico montañoso Marvin Nunatak de la Antártida se nombró en su honor. En 2012, la Meteoritical Societya le otorgó el Premio a su labor en parte por su trabajo al registrar la historia oral de meteoristas. El asteroide  Marvin (4309) se nombró en su honor.

## Trayectoria

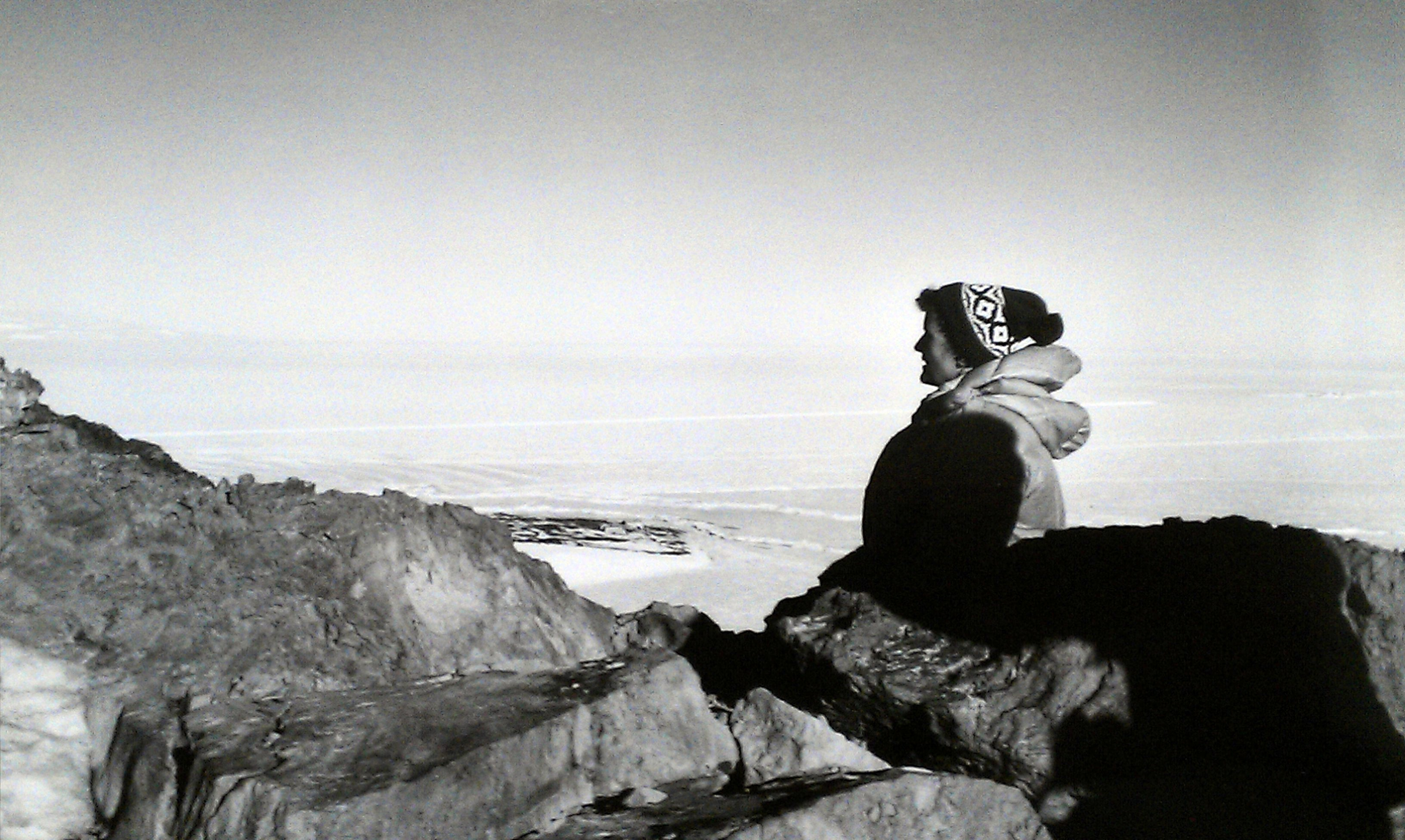
Ursula B. Marvin en la Antártida

Marvin nació en Bradford, Vermont, el 20 de agosto de 1921. Mientras estudiaba historia en la Universidad de Tufts, tomó  clases de geología para cumplir con sus requisitos de ciencias y fue tomada por la asignatura. Ella le pidió a su profesor de geología que cambiara las especialidades a geología, pero ella se negó, por lo que agregó cursos de geología, matemáticas y física a su agenda. Se graduó con una licenciatura en historia de la Universidad de Tufts en 1943. Luego asistió a la Universidad de Harvard-Radcliffe, obteniendo una máster en geología en 1946. 
Después de la Segunda Guerra Mundial, se mudó a Chicago para ser investigadora asociada en la Universidad de Chicago. Mientras obtenía su doctorado en Geología en Harvard, trabajó junto a su segundo esposo, Thomas Crockett Marvin (28 de junio de 1916 - 1 de julio de 2012), con quien se casó en 1952, buscando depósitos de mineral en Brasil y Angola a partir de 1953 .  Después de regresar a los Estados Unidos en 1958, enseñó mineralogía en Tufts durante dos años antes de que le ofrecieran un trabajo investigando meteoritos en Harvard. Fue nombrada para un puesto de personal de investigación permanente en el Observatorio Astrofísico Smithsoniano en 1961 y recibió un.Doctorado en Geología de Harvard en 1969.
Es autora del libro de 1973 Continental Drift: Evolution of a Concept y es autora de más de 160 trabajos de investigación. Sus contribuciones clave en la ciencia planetaria se especializó en estudios de meteoritos y muestras lunares. Sus publicaciones incluyen análisis de productos de oxidación de Sputnik 4 para determinar la alteración mineralógica a lo largo del tiempo de exposición con aplicaciones a meteoritos de hierro. También participó en numerosos estudios de muestras devueltas de los programas lunares estadounidenses y rusos, incluidas las misiones Apolo 12, Apolo 15, Apolo 16 y Luna 16 y Luna 20.
Ella viajó a la Antártida para tres de los primeros estudios ANSMET y analizó el primer meteorito lunar, Allan Hills A81005. Ella fue la primera mujer en el equipo estadounidense que realizó investigaciones allí. Debido a sus contribuciones a la investigación en la Antártida, una pequeña montaña en la capa de hielo recibió su nombre, Marvin Nunatak. 
Se desempeñó como fideicomisaria en la Universidad Tufts desde 1975 hasta 1985, y fue una fideicomisaria emergente de la universidad.